# Гідратопірогенний мінерал
Гідратопірогенний мінерал (рос.гидратопирогенный минерал, а. hydratopyrogenic mineral, нім. hydratopyrogen Minerale) — мінерал або мінеральний комплекс утворений унаслідок магматичного процесу за участю води.